# Pumpstation Schaichtal
Die Pumpstation Schaichtal diente dazu, Wasser aus dem Tal der Schaich in die 1,2 km entfernte und 108 Meter höher gelegene Ortschaft Häslach (Gemeinde Walddorfhäslach) zu befördern.

## Geschichte
Die Pumpstation wurde im Jahr 1951 von der damals eigenständigen Gemeinde Häslach errichtet. Die elektrisch betriebenen Pumpen waren in den Brunnenschächten untergebracht, die Steuerungseinheit für die Pumpen befand sich in einem separat errichteten Häuschen. Das Wasser wurde in ein Reservoir auf dem Schaichberg gepumpt, ab dem Jahr 1966 in den daneben errichteten Wasserturm Häslach. Die Pumpanlage kann am Tag des offenen Denkmals ganztags besichtigt werden.

## Lage
Die Pumpstation liegt im Naturschutzgebiet Schaichtal auf etwa 340 m ü. NHN wenige Meter entfernt vom rechten Ufer der Schaich im Mündungswinkel eines kleinen rechten Klingenzuflusses.